# Union (New Hampshire)
Union – jednostka osadnicza w Stanach Zjednoczonych, w stanie New Hampshire, w hrabstwie Carroll.